# Milka Mikuška
Milka Mikuška (Subotica, 13. svibnja 1935. – Subotica, 27. rujna 2008.), etnologinja, istaknuta kulturna djelatnica. Bila je dva desetljeća ravnateljicom Gradskog muzeja u Subotici. Suutemeljiteljicom je muzejske djelatnosti u Subotici, uz Imrea Sulmana, Belu Durancija, Milana Dubajića i Lászla Szekeresa.

## Životopis
Rodila se u Subotici 13. svibnja 1935. godine. Osnovnu školu i gimnaziju je pohađala u Subotici. Studirala je etnologiju u Beogradu na Filozofskom fakultetu. Magistrirala je na temu Obrtnika i obrtništva u Subotici od sredine 18. do početka 20. stoljeća.
Posao je našla prvom polovicom 1960-ih u rodnom gradu u Gradskom muzeju, gdje je radila kao kustosica-etnologinja. Ondje je utemeljila i upotpunjivala zbirke te je radila brojna terenska i arhivska istraživanja. Nakon preseljenja muzeja na radila je na drugoj i trećoj stalnoj postavi. Od 1976. do 1986. te od 1992. do umirovljenja 2000. godine godine bila je čelnom osobom Gradskog muzeja.
Iznimno se je angažirala oko preuzimanja ostavštine dr. Vinka Perčića te je radila na tome neka se utemelji posebna ustanova u kojoj će umjetnine iz njegove ostavština biti izložene javnosti.
Bitna je njena uloga u izvanmuzejskoj djelatnosti. Kao etnologinja bila je nazočna kad se organiziralo prve Dužijance, a njen se rad osjetio i u početcima slamarki. Postavila je brojne izložbe. Bila je članicom žirija za dodjelu posebne nagrade za aranžiranje izloga u gradu, s detaljima i elementima Dužijance.
Umrla je 2008. godine. Pokopana je na Bajskom groblju u Subotici.

## Vanjske poveznice
- (mađ.) Magyar Szo Pozsár Katarina: In Memoriam Mikuška Milka